# Battalion Wars 2
Battalion Wars 2 è un videogioco per Wii. A differenza della precedente uscita per gamecube (Battalion wars I), nel II sono presenti anche le unità navali: corazzate, fregate, sommergibili, ecc. Il gioco consiste nel coordinare su un campo di battaglia un esercito formato da truppe di fanteria, veicoli motorizzati, aerei e marini. Lo scopo della campagna è quello di portare a termine gli obbiettivi delle missioni sconfiggendo l'esercito avversario. Sono presenti 6 campagna, in ogni campagna il giocatore utilizza una nazione diversa. Le fazioni del gioco sono ispirate alle nazioni che hanno combattuto la seconda guerra mondiale: unione occidentale (Stati Uniti), tundra (Russia), Impero d'acciaio (Germania), Isole anglo (Gran Bretagna), impero solare (Giappone) e xylvania (Italia).
Il gioco è una chiara caricatura della seconda guerra mondiale in quanto farcito di scene umoristiche nonostante il tema serio del gioco.